# Black Mama, White Mama
Black Mama, White Mama is een Amerikaanse blaxploitation- en actiefilm uit 1972 met Pam Grier en Margaret Markov in de hoofdrollen, geregisseerd door Eddie Romero.

## Verhaal
Het verhaal vertoont overeenkomsten met The Defiant Ones (1958) en gaat over twee vrouwelijke gevangenen die aan elkaar geketend uit een gevangenis op een eiland weten te ontsnappen. Lee Daniels (Pam Grier) is een zwarte prostituee die per boot wil ontsnappen, terwijl Karen Brent (Margaret Markov) een terroriste/vrijheidsstrijder is die het eiland wil bevrijden van de lokale machthebbers.

## Rolverdeling
| Acteur           | Personage            |
| ---------------- | -------------------- |
| Pam Grier        | Lee Daniels          |
| Margaret Markov  | Karen Brent          |
| Sid Haig         | Ruben                |
| Lynn Borden      | Matron Densmore      |
| Zaldy Zschornack | Ernesto              |
| Laurie Burton    | Warden Logan         |
| Eddie Garcia     | Captain Cruz         |
| Alona Alegre     | Juana                |
| Dondo Fernanco   | Rocco                |
| Vic Diaz         | Vic Cheng            |
| Wendy Green      | Ronda                |
| Lotis M. Key     | Jeanette             |
| Alfonso Carvajal | Galindo              |
| Bruno Punzalah   | Vrachtwagenchauffeur |
| Ricardo Herrero  | Luis                 |
| Jess Ramos       | Alfredo              |
| Carpi Asturias   | Lupe                 |